# Nomexy

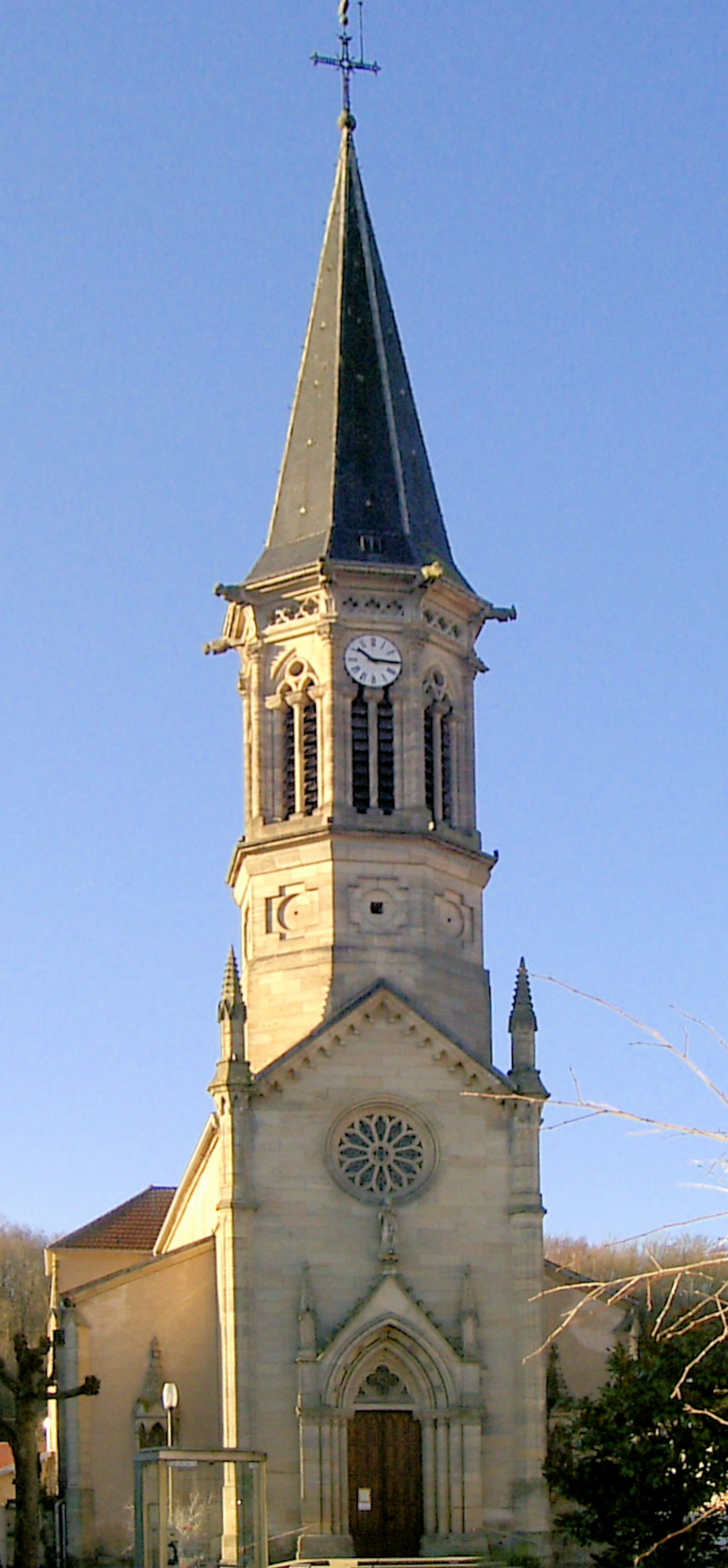
La Chiesa dei Santi Callisto e Giuliano

Nomexy è un comune francese di 1 977 abitanti situato nel dipartimento dei Vosgi nella regione del Grand Est.

## Storia

### Simboli
Nello scudo sono riuniti gli stemmi dei signori che si sono succeduti a Nomexy: i duchi di Lorena, i conti di Vaudémont e i conti di Neufchâtel.

## Società

### Evoluzione demografica
Abitanti censiti